# Jurij Buchało

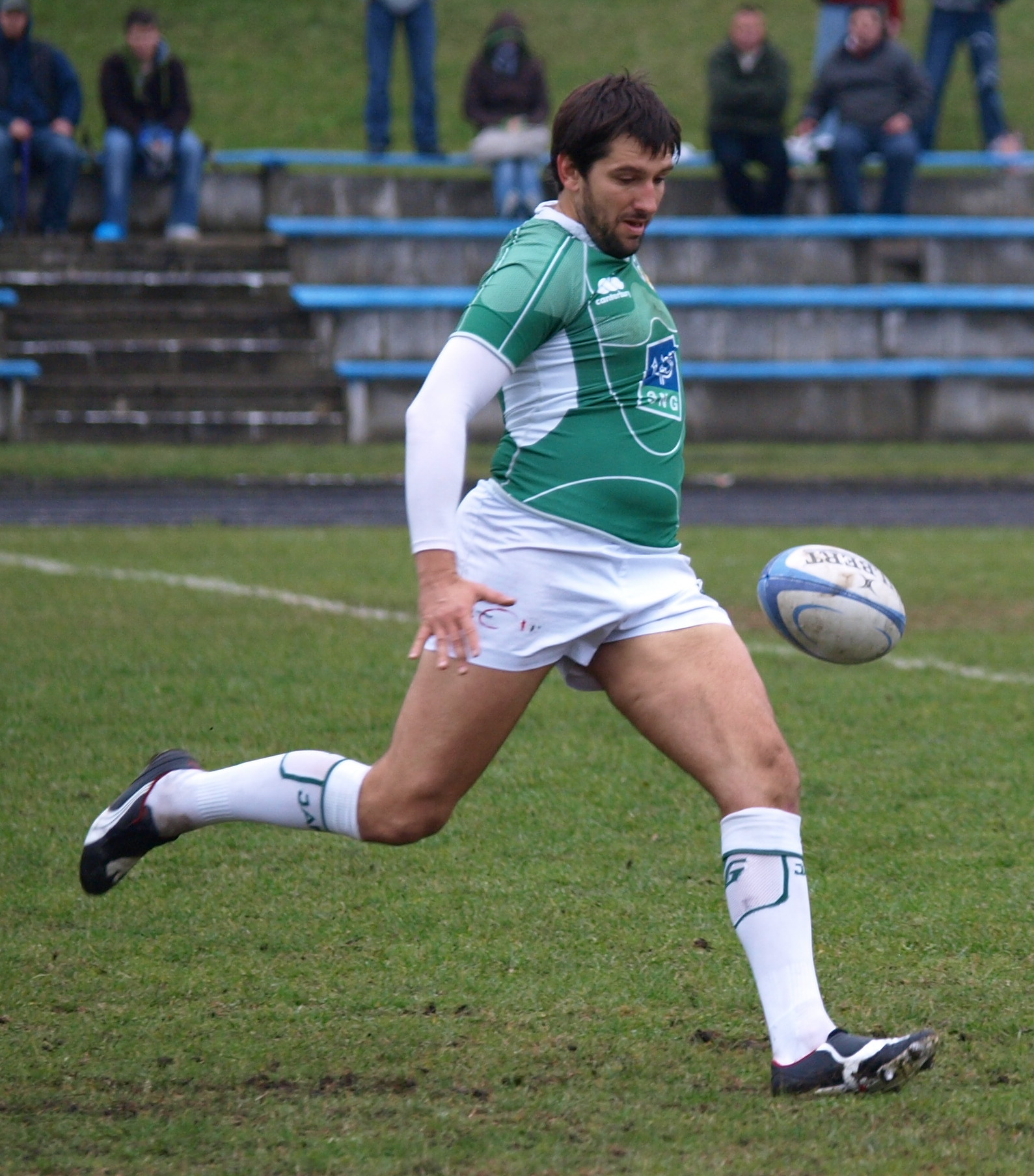
Buchało w barwach Lechii Gdańsk

Jurij Buchało (ukr. Юрій Бухало; ur. 3 grudnia 1980 r. w Charkowie) – ukraiński rugbysta występujący zazwyczaj na pozycji łącznika młyna; Reprezentant Polski. W czasie kariery zawodniczej uważany za jednego z najlepiej kopiących rugbystów w Polsce.

## Początki na Ukrainie
Buchało urodził się w 1980 roku w Charkowie w sportowej rodzinie – ojciec był trenerem rugby, zaś matka i siostra trenowały hokej na trawie. Mimo tego, Jurij uprawianie sportu rozpoczął od hokeja na lodzie. Gdy miał kilkanaście lat, sekcja hokeja została rozwiązana, a on sam zdecydował się zamienić tę dyscyplinę na rugby, a więc sport swojego ojca.
W 1999 roku z juniorską reprezentacją Ukrainy zagrał na mistrzostwach świata. Dobra gra Buchały wpłynęła na propozycje z ligi rosyjskiej (RC Pienza), z której jednak powrócił szybko do ojczyzny. Trafił do klubu Olimp Charków, z którym w sezonie 2000 zajął trzecie miejsce w pięciozespołowej ekstraklasie. Jednocześnie z wynikiem 49 punktów był czwartym najlepiej punktującym zawodnikiem w lidze.

## Polska
Buchało chciał grać na Zachodzie, jednak ostatecznie nowego pracodawcę znalazł w Polsce. Otrzymał ofertę od Posnanii, jednak grający w AZS-AWFiS Gdańsk kolega, Maks Krawczenko, namówił go do przyjęcia propozycji tego klubu. Początki w zespole znad morza Ukrainiec miał trudne, gdyż szybko odniósł poważną kontuzję kostki. W AZS-ie występował przez trzy lata, w 2004 roku zostając nawet najlepiej punktującym zawodnikiem w polskiej lidze.
W 2004 roku Jurij przeniósł się do Posnanii, z którą dwukrotnie (w 2005 i 2006 roku) zajmował trzecie miejsce w tabeli. Drugi z medali zespół z Poznania zdobył po rzucie karnym strzelonym przez Buchałę z ponad 40 metrów w doliczonym czasie gry. W sezonach 2005/2006 oraz 2008/2009 ponownie został najlepiej punktującym zawodnikiem w lidze. Jednocześnie pomagał prowadzić juniorów Posnanii.
W lecie 2009 roku Buchało podpisał kontrakt z Lechią Gdańsk, gdzie zastąpił Dawida Popławskiego, który odszedł do Orkana Sochaczew. Z Lechią Buchało zdobył srebrny (2009/2010) oraz brązowy (2010/2011) medal mistrzostw Polski.
Na początku września 2013 roku Komisja Gier i Dyscypliny Polskiego Związku Rugby ukarała zawodnika dwuletnią dyskwalifikacją.
Od stycznia 2015 Buchało zaczął pełnić funkcję trenera drużyny Czarni Pruszcz Gdański, a od grudnia 2017 – Lechii Gdańsk.

### Statystyki
| Liczba punktów na sezon | Liczba punktów na sezon | Liczba punktów na sezon | Liczba punktów na sezon |
| Sezon                   | Msc.                    | L. pkt.                 | Klub                    |
| ----------------------- | ----------------------- | ----------------------- | ----------------------- |
| 2001/02                 | b.d.                    | b.d.                    | AZS AWFiS Gdańsk        |
| 2002/03                 | 8.                      | 73                      | AZS AWFiS Gdańsk        |
| 2003/04                 | 1.                      | 163                     | AZS AWFiS Gdańsk        |
| 2004/05                 | 3.                      | 115                     | Posnania                |
| 2005/06                 | 1.                      | 246                     | Posnania                |
| 2006/07                 | 2.                      | 205                     | Posnania                |
| 2007/08                 | 3.                      | 106                     | Posnania                |
| 2008/09                 | 1.                      | 224                     | Posnania                |
| 2009/10                 | 2.                      | 114                     | Lechia Gdańsk           |
| 2010/11                 | 2.                      | 141                     | Lechia Gdańsk           |

## Reprezentacja Polski
Buchało stale przebywa w Polsce od 2001 roku, więc po trzech latach, w zgodzie z przepisami IRB, nabył prawo do gry w reprezentacji Polski. W biało-czerwonych barwach zadebiutował 5 maja 2007 roku w meczu z Łotwą. W październiku 2008 roku zdobył wszystkie punkty dla Polski w meczu przeciw Ukrainie.
W siedmiu pierwszych spotkaniach zdobył 80 punktów, jednak nie wystąpił między innymi w meczu z Mołdawią w maju 2009 roku. Spekulowano, że absencja mogła być spowodowana utratą ważności paszportu Ukraińca, bądź też była formą protestu przeciw ciągnącej się ponad dwa lata sprawie przyznania mu polskiego obywatelstwa. Sam zawodnik przyznał, że więcej prawdy jest w drugiej z postawionych tez.
Po dłuższej przerwie Buchało otrzymał powołanie na sparingowy mecz z Arką Gdynia w czerwcu 2011 roku. Został również uwzględniony w kadrze reprezentacji narodowej na mecz z Czechami 15 października 2011 r., w którym to meczu w 79 minucie zmienił Tomasza Stępnia.
Łącznie w latach 2007–2011 w polskiej drużynie narodowej rozegrał 12 meczów, zdobywając 85 punktów.

### Statystyki
| Występy w reprezentacji Polski | Występy w reprezentacji Polski | Występy w reprezentacji Polski | Występy w reprezentacji Polski | Występy w reprezentacji Polski | Występy w reprezentacji Polski |
| Lp.                            | Data                           | Stadion, miasto                | Przeciwnik                     | Wynik                          | Zdobyte punkty                 |
| ------------------------------ | ------------------------------ | ------------------------------ | ------------------------------ | ------------------------------ | ------------------------------ |
| 1.                             | 5.05.2007                      | Ryga                           | Łotwa                          | 33:9                           | 8 (4pd)                        |
| 2.                             | 19.05.2007                     | Stadion Miejski, Siedlce       | Malta                          | 36:3                           | 11 (4pd, K)                    |
| 3.                             | 27.10.2007                     | Stadion GOSiR, Gdynia          | Chorwacja                      | 14:15                          | 9 (3K)                         |
| 4.                             | 27.04.2008                     | Stadion Gwardii, Koszalin      | Łotwa                          | 55:0                           | 20 (7pd, 2K)                   |
| 5.                             | 10.05.2008                     | Paola                          | Malta                          | 16:29                          | 12 (1P, 2pd, 1K)               |
| 6.                             | 5.10.2008                      | Stadion Budowlanych, Łódź      | Ukraina                        | 12:13                          | 12 (4K)                        |
| 7.                             | 17.11.2008                     | Stadion miejski, Ostrawa       | Czechy                         | 13:7                           | 8 (1pd, 2K)                    |
| 8.                             | 30.05.2009                     | Stadion Polonii, Warszawa      | Belgia                         | 14:3                           | 0                              |
| 9.                             | 12.09.2009                     | Stadion Spartak, Kijów         | Ukraina                        | 12:19                          | 0                              |
| 10.                            | 15.10.2011                     | Stadion Sandecji, Nowy Sącz    | Czechy                         | 20:13                          | 0                              |
| 11.                            | 12.11.2011                     | Stadion Dinamo, Kiszyniów      | Mołdawia                       | 17:17                          | 5 (pd, K)                      |
| 12.                            | 19.11.2011                     | Stadion MOSiR, Gdańsk          | Niemcy                         | 34:8                           | 0                              |